# Roman Statkowski
Roman Statkowski (Szczypiorno prop de Kalisz, Polònia, 24 de desembre de 1859 - Varsòvia, 12 de novembre de 1925) fou un compositor polonès del Romanticisme.
Al mateix temps que cursà Dret en la Universitat de Varsòvia estudià música amb professors particulars i després entrà en el Conservatori de Sant Petersburg.
És autor de gran nombre d'obres per a piano i violí; un Quartet per a instruments d'arc; una Fantasia, una Polonesa per a orquestra, i les òperes Philaenis i Maria.